# 馬瀬みさき
馬瀬 みさき（うませ みさき、1997年5月20日 - ）は、日本の作曲家、編曲家。兵庫県加古川市出身。
劇伴、アニメソングはじめ数多の作品に携わり、ポップ、ジャズ、ロック、ファンク、クラシック、エレクトロニカなどジャンルを超えた楽曲を提供している。

## 人物
兵庫県出身、東京都在住。4歳からピアノをはじめる。
兵庫県立加古川北高等学校在学中に『第36回近畿高等学校総合文化祭兵庫大会イメージソング』を作曲する。大阪音楽大学ミュージッククリエーション専攻首席卒業。 特任教授である渡邊崇のアシスタントを経て、大学在学中に「プリキュア」楽曲に携わったことから本格的に作家活動をスタートさせる。 
マユリカの中谷のマネージャーは高校の同級生でもある。 

## 作品

### 映画
- おべんとう(2016)※共同
- おっさんのケーフェイ(2017)※共同
- パパはわるものチャンピオン※共同
- パンとバスと2度目のハツコイ※共同
- 冴えない男の純情(2019)
- 108〜海馬五郎の復讐と冒険〜※共同
- トラさん～僕が猫になったワケ～(2019)※共同
- 天気の子
  - 劇中使用曲「Berry Days」作詞・作曲・歌唱を担当
- 映画 スター☆トゥインクルプリキュア 星のうたに想いをこめて
  - 挿入歌「星座のチカラ」作詞・作曲・編曲を担当
- 新宿タイガー
- ファンファーレが鳴り響く
- B/B(2020)
- 花咲く頃に、僕らは(2021)※共同
- かば(2021)※共同
- 今夜、世界からこの恋が消えても
  - 劇伴BGM協力
- 映画 デリシャスパーティ♡プリキュア 夢みる♡お子さまランチ!
  - 短編映画エンディング曲「レッツ!fun fun time!」作曲を担当
- サボテンと海底(2022)
- 大雪海のカイナ　ほしのけんじゃ(2023)※共同
- わんだふるぷりきゅあ!ざ・むーびー! ドキドキ♡ゲームの世界で大冒険!
  - 挿入歌「大好きのキズナ」作曲・編曲を担当
  - エンディング主題歌「Happy≒Future」作曲・編曲を担当
- 映画 キミとアイドルプリキュア♪ お待たせ!キミに届けるキラッキライブ!
  - 主題歌「♪HiBiKi Au Uta♪」作曲・編曲を担当

### テレビアニメ
- 「マナリアフレンズ」※共同
- 「大雪海のカイナ」※共同
- 「変人のサラダボウル」※共同[3]
- 「キミとアイドルプリキュア♪」※共同[4]
- 「TO BE HERO X」※共同[5]
- 「ラノベアニメ」[6]
- 「父は英雄、母は精霊、娘の私は転生者。」

### ドラマ
- 「ふたりモノローグ」※共同
- 「I’’s」※共同
- 「院内警察」（2024、フジテレビ）[7]
- 「その着せ替え人形は恋をする」（2024年、MBS・TBS）

### テレビ番組
- 「しまじろうのわお!」
  - 「うちはだいじょうぶかな?」編曲
- NHKストーリーズノーナレ
  - 「アニソン・ダンスバトルこれがオレたちの愛だ」オープニング「ボルテシモ」作詞

### ゲーム
- プリパラ
  - 「GoGo!プリパライフWITHver.」編曲
  - 「GoGo!プリパライフアイドルタイムver.」編曲
- ユージェネ
  - 「あの場所へ」作詞・作曲・編曲
  - 「Disco Top」作詞・作曲・編曲
- ワッチャプリマジ!
  - 「私のミラクルステージ」作詞・作曲・編曲
- ひみつのアイプリ
  - 「Go！アイプリバース」作詞・作曲・編曲
  - 「Let’s dance!×2」作詞・作曲・編曲
  - 「aipri life♡」作詞・作曲・編曲
  - 「Enjoy！アイプリバース」作詞・作曲・編曲
  - 「スマイル！×11」作詞・作曲・編曲
  - 「マイキャラ最新ヘアカタログ」作詞・作曲・編曲
- FitBoxing3
  - オリジナルエクササイズBGM 作曲
- ゼノブレイドクロス ディフィニティブエディション※共同[8]

### CM
- 西松屋「うらポカ」編曲
- フルタ製菓「ビヨンド ザ フルタ」音楽担当
- ネッツトヨタ広島’’Make It Your Mobility Life’’ 歌唱担当
- NTT西日本「トーチリレー」音楽担当
- Daigas グループ「ハロー！メタネーション」音楽担当
- KOSE「DECORTÉ ホワイトロジスト」音楽担当
- 「大阪万博 ガスパビリオン」(2023)音楽担当
- LIFULL「人生の引っ越し回数篇」音楽担当
- 第一三共ヘルスケア「ロキソニン総合かぜ薬『誕生』篇」音楽担当

### ライブ・演劇
- ファッションブランド「kitai」BGM担当
- 「KIKKOMAN LIVE KITCHEN TOKYO」BGM担当
- 東洋企画演劇「fashion」音楽担当
- さや香単独ライブ「冴夜華0」一部音楽担当
- マユリカ単独ライブ『古民家 マユリカ～古き良きならあの頃の～』BGM担当
- 「中野サンプラザプロジェクションマッピング -To be continued-」音楽担当

### 楽曲提供
- スター☆トゥインクルプリキュア
  - 「星座のチカラ」作詞・作曲・編曲
  - 「Starry Story」作曲・編曲
- ヒーリングっど♥プリキュア
  - 「ワタシblooming」作曲・編曲
  - 「ホッとスプリング」作曲・編曲
  - 「カワイイBe Ambitious!!」作曲・編曲
  - 「風のシンパシー」作曲・編曲
  - 「Ready Steady →プリキュア!!」作曲・編曲
  - 「ふたごの目玉焼き、だ～れだ」 作曲・編曲
- トロピカル〜ジュ!プリキュア
  - 前期エンディング主題歌 「トロピカ I・N・G」作曲・編曲
  - 後期エンディング主題歌 「あこがれGo May Way!!」作曲・編曲
  - 「OH! TEMPT SUMMER DAY」編曲
  - 「チャーミング＊∞＊ハピネス」編曲
  - 「My Story」編曲
  - 「BREAK POINT」編曲
  - 「プリティル～ジュデイズ!」 編曲
  - 「アクアプリズム」作曲・編曲
  - 「おもいきりトロピカル!」作曲・編曲
  - 「えがおのままで」作曲・編曲
- デリシャスパーティ♡プリキュア
  - オープニング主題歌 「Cheers!デリシャスパーティ♡プリキュア 」 作曲・編曲
  - 「スマイルメニュー◎」作曲
  - 「My true self」作曲・編曲
  - 「Delicious Ambitious!」作曲・編曲
  - 「レッツ！fun fun time!」作曲
- ひろがるスカイ!プリキュア
  - 「ワンダービート」作曲・編曲
  - 「Daybreak song」編曲
  - 「Try Try Try」編曲
  - 「KIZUNA◇ダイアモンド」作曲・編曲
- キボウノチカラ〜オトナプリキュア'23〜
  - 「雫のプリキュア」編曲
  - 「夢でいっぱい」編曲
- わんだふるぷりきゅあ!
  - 「わんだふる♡わお」作曲・編曲
  - 「Chattin' Now!」編曲
  - 「ほわいとDestiny」編曲
  - 「まごころ＋INSPIRATI☆N」編曲
  - 「Hello・Bow・Mew　～We are わんだふる！！！！～」作曲・編曲
  - 「ASOBO♪OSANPO」編曲
  - 「Wonderful Smile」作曲・編曲
  - 「Wonder Flowers プリキュア」編曲
  - 「わんだフル・わんデイ」作曲・編曲
  - 「大好きのキズナ」作曲・編曲
  - 「Happy≒Future」作曲・編曲
- キミとアイドルプリキュア♪
  - 前期エンディング主題歌 「Trio Dreams」作曲・編曲
  - 後期エンディング主題歌 「キミとルララ」作曲・編曲
  - 「笑顔のユニゾン♪」作曲・編曲
  - 「まばたきの五線譜」作曲・編曲
  - 「ココロレボリューション」作曲・編曲
  - 「GARDEN」作曲・編曲
  - 「キミからのEcho」作曲・編曲
  - 「Awakening Harmony」作曲・編曲
  - 「We are！You ＆ IDOL PRECURE♪」作曲・編曲
  - 「♪HiBiKi Au Uta♪」作曲・編曲
  - 「Shiny Shiny IDOL」編曲
- 女神のカフェテラス
  - 「My Standard」作曲・編曲
  - 「雨のHide-and-Seek」作曲・編曲
  - 「Midnight Doubt」作曲・編曲
- 群青のファンファーレ
  - 「Fly High」作詞・作曲・編曲
  - 「Your EYE's」作詞・作曲・編曲
  - 「君へ」作詞・作曲・編曲
  - 劇中歌「Roads to Ride」歌唱
- ノクチル アイドルマスター シャイニーカラーズ
  - 「あの花のように」作曲・編曲
- イジらないで、長瀞さん
  - 「ヒミツメイト」作詞・作曲
- WIND BREAKER
  - 「Navigator」作曲・編曲
  - 「Mind’s eye」作曲・編曲
  - 「Mind’s -Navi」作曲・編曲
  - 「Resound」作曲・編曲
- TO BE HERO X
  - 「growL」作曲・編曲[9]
- 青山吉能
  - 「Sunday」作詞・作曲・編曲
  - 「Sweetly Lullaby」作詞・作曲・編曲
  - 「Grown Up」作曲・編曲
  - 「イツカ」作詞※共作・作曲・編曲
- 北川理恵
  - 「バイバイメリーゴーラウンド」作曲・編曲
  - 「まるっとゆるして前のめって」作曲・編曲
  - 「Rieア・ラ・カルト」メドレー 編曲
- 小柳ゆき
  - 「IT'S SHOW TIME」作曲・編曲
  - 「Pluto」作曲・編曲
- Machico
  - 「ワタシイロ」作曲・編曲
  - 「日曜日のともだち」編曲
  - 「POPPING NOW」編曲
- ZiDol
  - 「似非デレラ」作曲・編曲
  - 「today is まにまに」作曲・編曲
  - 「maddy muddy」作曲・編曲
  - 「赤裸々のリラ」作曲・編曲
  - 「夜が笑う」作曲・編曲
- Lantana Library
  - 「再再生」作曲・編曲（Niiぽ名義）
  - 「night swim」作曲・編曲（Niiぽ名義）
  - 「音楽のまにまに」作曲・編曲（Niiぽ名義）
  - 「君は大丈夫」作曲・編曲（Niiぽ名義）
  - 「マチガイサガシ」作曲・編曲（Niiぽ名義）
  - 「喜劇」作曲
- 超人的シェアハウスストーリー『カリスマ』
  - 「MAGICAL秩序☆リカピュア!」作曲・編曲
- 宮野真守
  - 「ICHIGO〜甘くてChuぱいぜ〜」作曲※共作
  - 「WANNA LOVE」作詞・作曲・編曲
- 内田雄馬
  - 「iDea」作詞・作曲・編曲
- cut(e) vol.1
  - 「diary」作曲※共作[10]
- 渡ケント
  - 「生きてたらあなた」編曲
  - 「踊れ果てまで」編曲
- 駒形友梨
  - 「Dreaming Night」作詞・作曲・編曲
  - 「YELLOW LOVE」作詞・作曲・編曲
  - 「our story」作曲※共作
- Da-iCE
  - 「Story」編曲※共作
  - 「Aware」作詞・作曲・編曲※共作
- 伊達さゆり
  - 「1up!」作詞※共作・作曲・編曲
- PARIS on the City!
  - 「Blue」編曲
- 吉武千颯
  - 「ユメ♡pallet」作曲・編曲
  - 「“えがおのおくりもの”」作曲・編曲
  - 「love me Do」作詞・作曲・編曲